# Jagdschloss Medewitzerhütten

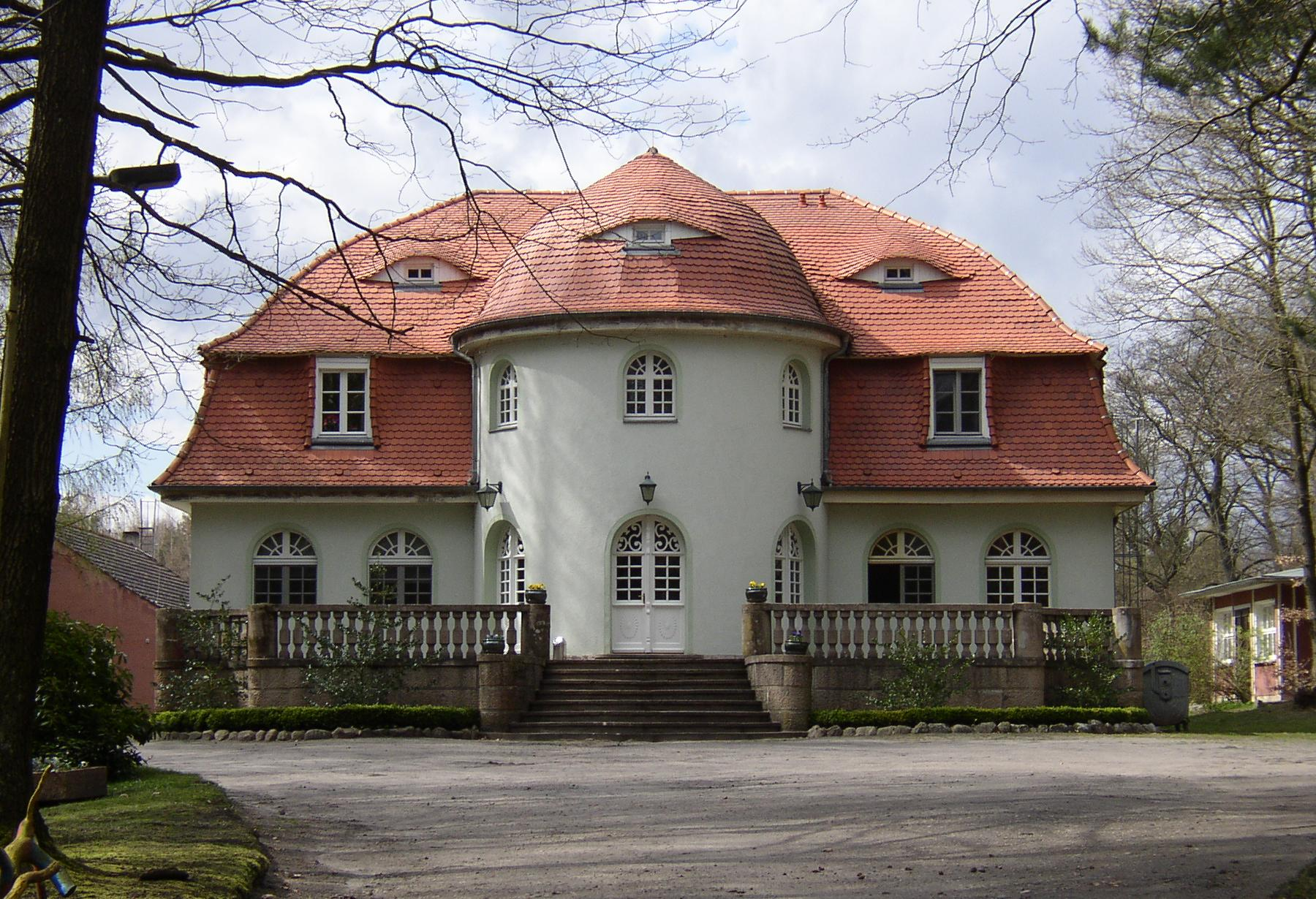
Das Jagdschloss nahe dem Ort Medewitzerhütten

Das Jagdschloss Medewitzerhütten ist ein jagdschlossähnliches Herrenhaus im Wohnplatz Jagdschloss des Ortsteils Medewitzerhütten in der Gemeinde Wiesenburg/Mark. Es ist als Baudenkmal ausgewiesen.

## Geschichte
Das Jagdschloss wurde 1914 von Carl Eduard Brandt von Lindau in seinem Forstrevier nahe Medewitzerhütten gebaut. Der Entwurf soll von einem nicht namentlich genannten Architekten stammen, der Professor an der Technischen Hochschule Charlottenburg war. Nach Ende des Zweiten Weltkriegs wurde der Jagdsitz durch die Sowjetische Militäradministration in Deutschland im Zuge der Bodenreform enteignet. In der Folge wurde es Ferienheim des VEB Chemiewerk Coswig. 1992 bezog die WABE gGmbH das Gebäude und Gelände, die eine sozialtherapeutische Einrichtung für Suchterkrankte etablierte.

## Bauwerk
Der schlossartige Jagdsitz ist von Osten, wo sich der Zugang zum Gelände befindet, über eine breite Freitreppe auf eine Terrasse zu erreichen. Auffällig ist ein halbrunder, zweistöckiger Mittelrisalit mit einem kuppelartig gewölbten Kegeldach. In diesem befindet sich der Hauptzugang als zweiflüglige, rundbogige, weiße Tür. Rundbogig wie die Tür wurden im Erdgeschoss beiderseits des Risalits jeweils zwei Rundbogenfenster eingearbeitet. Auf dem Erdgeschoss ist ein zweistöckiges Mansarddach aufgesetzt. Die Fenster im unteren der beiden Dachgeschosse sind Rechteckfenster, während im zweistöckigen Risalit auch im Obergeschoss Rundbogenfenster eingearbeitet sind. Im oberen Dachgeschoss beziehungsweise im Dach des Mittelrisalits sind Fledermausgauben als lichte Öffnungen verbaut. Das gesamte Dach des Hauses ist mit roten Biberschwänzen eingedeckt.